# Sudáfrica en los Juegos Olímpicos de Londres 2012
Sudáfrica estuvo representada en los Juegos Olímpicos de Londres 2012 por un total de 125 deportistas que compitieron en  deportes. Responsable del equipo olímpico fue la Confederación Deportiva y Comité Olímpico Sudafricano, así como las federaciones deportivas nacionales de cada deporte con participación.
La portadora de la bandera en la ceremonia de apertura fue la atleta Caster Semenya.

## Medallistas
El equipo olímpico de Sudáfrica obtuvo las siguientes medallas:
| Nombre                                                  | Deporte    | Competición                        |
| ------------------------------------------------------- | ---------- | ---------------------------------- |
| Oro                                                     |            |                                    |
| Caster Semenya                                          | Atletismo  | 800 m F                            |
| Cameron van der Burgh                                   | Natación   | 100 m braza M                      |
| Chad le Clos                                            | Natación   | 200 m mariposa M                   |
| James Thompson Matthew Brittain John Smith Sizwe Ndlovu | Remo       | Cuatro sin timonel ligero (LM4-) M |
| Plata                                                   |            |                                    |
| Chad le Clos                                            | Natación   | 200 m espalda M                    |
| Bronce                                                  |            |                                    |
| Bridgitte Hartley                                       | Piragüismo | K1 500 m F                         |